# Resolutie 181 Veiligheidsraad Verenigde Naties
Resolutie 181 van de Veiligheidsraad van de Verenigde Naties van 7 augustus 1963 werd met negen stemmen vóór, nul tegen en met de onthouding van Frankrijk en het Verenigd Koninkrijk aangenomen door de VN-Veiligheidsraad.

## Inhoud
De Veiligheidsraad:
- Heeft de kwestie over het rassenconflict ten gevolge van de apartheid in Zuid-Afrika ingediend door de 32 Afrikaanse lidstaten overwogen.
- Herinnert aan resolutie 134.
- Houdt rekening met de publieke opinie in de wereld weergegeven in resolutie 1761 van de Algemene Vergadering.
- Waardeert de tussenrapporten van het Speciale Comité over de Politiek van Apartheid in Zuid-Afrika.
- Is bezorgd om de recente aanschaffing van wapens door Zuid-Afrika.
- Betreurt dat sommige landen onrechtstreeks de apartheid aanmoedigen.
- Betreurt dat Zuid-Afrika niemand naar de Veiligheidsraad afvaardigde op diens uitnodiging.
- Is ervan overtuigd dat de situatie in Zuid-Afrika de wereldvrede en -veiligheid ernstig verstoort.

1. Betreurt sterk de Zuid-Afrikaanse politiek van rassendiscriminatie die in strijd is met het Handvest van de Verenigde Naties.
2. Roept Zuid-Afrika op de apartheid af te schaffen en opgesloten opponenten ervan vrij te laten.
3. Roept alle landen op geen wapens aan Zuid-Afrika te verkopen.
4. Vraagt de secretaris-generaal de situatie op de voet te volgen en tegen 30 oktober te rapporteren.

## Verwante resoluties
- Resolutie 134 Veiligheidsraad Verenigde Naties
- Resolutie 182 Veiligheidsraad Verenigde Naties
- Resolutie 190 Veiligheidsraad Verenigde Naties

Lijst ·  178 ·  179 ·  180 ·  181 ·  182 ·  183 ·  184 ·  185